# Biblioteca Insular de Gran Canaria
La Biblioteca Insular de Gran Canaria, más conocida como Biblioteca de las Ranas por su ubicación en la Plaza Hurtado de Mendoza, también llamada Plaza de Las Ranas, es una biblioteca pública de titularidad insular, dependiente de la Consejería de Cultura del Cabildo  de Gran Canaria y adscrita al Servicio de Cultura. Su objetivo principal es atender a los ciudadanos de Gran Canaria en sus necesidades lectoras, informativas, formativas y de ocio.

## Sede
Se inauguró el 20 de marzo de 1991 siendo ampliado, el 27 de noviembre de 2013, pasando de los 2148 metros cuadrados iniciales a los 4226 metros cuadrados actuales. Este conjunto arquitectónico se encuentra ubicado en el barrio histórico de Triana-Vegueta, en Las Palmas de Gran Canaria, en uno de los márgenes del Barranco Guiniguada, entre la Plaza Hurtado de Mendoza y las calles Remedios y Muro.
El edificio original es obra del arquitecto canario Fernando Navarro y se considera como una de las mejores muestras arquitectónicas de los últimos años del siglo XIX. Anteriormente, a su uso como biblioteca, fue Círculo Mercantil y Banco Hispano Americano. Para llevar a cabo su ampliación, el Cabildo de Gran Canaria compró el edificio conocido como Casa de Doña Úrsula Quintana Llarena o Palacete Romántico, diseñado por Manuel Ponce de León y Falcón, en la confluencia de las calles Remedios y Muro, convirtiéndose en la entrada principal de la biblioteca.

## Actividades
Cuenta con dos tipos de programaciones, la programación insular, que se desarrolla por las distintas bibliotecas municipales de la isla de Gran Canaria, a través de un circuito de narración oral, y la programación propia, en la misma biblioteca, en la que se programan actividades tanto para usuarios infantiles como adultos como pueden ser narración oral, talleres, presentaciones de libros y exposiciones.

## Fondos
Más del 60 % de los fondos bibliográficos y documentales de la biblioteca son de carácter patrimonial, confiriéndole un carácter mixto, dando respuesta tanto a un público con necesidades de información y formación como ofreciendo un servicio especializado a estudiosos e investigadores. Dentro de ese fondo patrimonial hay manuscritos, incunables y publicaciones antiguas e impresas anteriores a 1801, de los siglos XVI al XIX, así como documentación de archivos personales, publicaciones seriadas o revistas, en la que se incluyen títulos que forman parte solo de colecciones como la de la Biblioteca Nacional. A la calidad de esos fondos podemos añadir el contenido humanista y general, así como de investigación.
Entre esos fondos hay que destacar el Fondo de Música de Orleans.